# Adeline van Lier
Adeline (Elisabeth Maria) van Lier (Den Haag, 19 november 1956) is een Nederlandse programmamaker, presentator, voice-over, actrice en beeldend kunstenaar. Zij is de dochter van de voormalige verzetsstrijder en later lid van de Tweede Kamer voor de PvdA, Theo van Lier. Haar grootste bekendheid kreeg zij als maker van het, van 2008 tot 2014 wekelijks in de nacht van zondag op maandag rechtstreeks uitgezonden, KRO-programma op Radio 1, De Nacht van het Goede Leven. Naast haar werk in de media maakt ze mozaïeken.

## Toneel, film, tv
Van Lier speelde in theaterproducties in Rotterdam (via de Lantaarn) en Amsterdam (o.a. bij de Theaterunie), het Publiekstheater, en kleine rollen in films van Bas van der Lecq, Peter Oosthoek en Theo van Gogh. Voor televisie presenteerde ze voor de VPRO de serie Puur natuur (met IJf Blokker, regie Ruud van Hemert) en de documentaireserie Krijgt de Club van Rome alsnog gelijk? (regie Walther Grotenhuis), voor de VARA de jongerenprogramma's Clipparade, Adrenaline met Adeline en Antipasta (met o.a. Michiel Romeyn, regie Paul Ruven, Pieter Kramer), voor de NOS Afwas in de ijskast (voorloper van Het Klokhuis), voor de KRO Kijk op techniek (regie Hans Wijnants), een serie 'lifestyleprogramma's' dwars door Europa, voor SUPER Channel Look out Europe (regie: Malcolm St Julian Bown) en voor de KRO DolceVita-tv, een wekelijkse bijdrage over nieuw uitgekomen films.

## Radio
Van Lier begon voor de radio bij de KRO met de programma's Alleen op vrijdag en plaatjes draaien in Adeline met een ander. Voor KRO Radio 5, voor vijf verschillende culturele programma's, maakte ze reportages, interviews en columns: Montaigne, 5e verdieping, Route 747, @ your service, DolceVita.
Voor de VPRO op Radio 2 maakte Van Lier Wat zegt ze, het leukste damesprogramma ever (samen met Heleen Hartmans) en op Radio 3 samen met Piet Adriaanse Koning Zzakk in Muzykland. Voor RTV NH De Kust. Voor de AVRO een 5 minutenhoorspel. En voor de KRO Nacht van het Goede Leven op Radio 1. Nadat dit programma stopte in 2014, keerde ze terug met Adeline draait weer via het internetradiostation 40UP Radio van Harry de Winter.